# Riserva naturale guidata Calanchi di Atri
La riserva naturale guidata Calanchi di Atri è un'area naturale protetta situata nel comune di Atri, in provincia di Teramo ed è stata istituita nel 1995.

## Descrizione
Comprende un'area di circa 380 ettari, situata interamente nel territorio del comune di Atri, antica città d'arte dell'Abruzzo adriatico. La gestione è passata di recente al WWF, tramite una cooperativa.

## Flora
Nonostante l'aspetto esteriore che potrebbe far pensare ad una scarsa presenza di specie vegetali, si possono trovare il gladiolo selvatico, i capperi, e la liquirizia. La riserva è estesa ben oltre la formazione dei calanchi, e si possono trovare anche i salici, il pioppo bianco, il sambuco e la vitalba.

## Fauna
L'habitat è l'ideale per i rapaci, infatti sono nidificanti diverse coppie di poiana, gheppio e sparviero. È inoltre possibile trovare, anche grazie alla vicinanza di diversi laghetti e del torrente Piomba: 
- Mammiferi: volpi, tassi, talpe e ricci, istrici ed il moscardino;
- Avifauna: oltre i citati rapaci è un punto di ristoro e riposo, di diverse specie migratorie;
- Rettili: la biscia dal collare, il cervone, l'orbettino italiano ed altri più comuni come la lucertola campestre, ed il ramarro;
- Anfibi: diverse specie di rane e salamandre, oltre il più raro rospo smeraldino.

## Accessi alla riserva
Per raggiungere la riserva si può uscire al casello Atri-Pineto dell'autostrada A/14 Adriatica, quindi basta seguire le indicazioni per Atri centro (che è a 7 chilometri dal casello autostradale). Una volta ad Atri città, bisogna seguire i cartelli marroni indicanti la riserva.